# Guvernul Provizoriu al Iugoslaviei Federale Democratice
Guvernul Provizoriu al Iugoslaviei Federale Democratice (în sârbocroată Privremena vlada Demokratske Federativne Jugoslavije / Привремена влада Демократске Федеративне Југославије) a fost guvernul național provizoriu al Iugoslaviei Federale Democratice care s-a format prin unirea Guvernului iugoslav din exil și Comitetul Național de Eliberare a Iugoslaviei (NKOJ). Aceasta a existat între 7 martie și 11 noiembrie 1945, când a fost înființată Republica Populară Federativă Iugoslavia.

## Istorie

### Origini
Începând cu 1943, pe lângă guvernul iugoslav din exil, partizanii lui Tito au ființat Consiliul Antifascist de Eliberare Națională a Iugoslaviei (AVNOJ) cu rol de guvern în țară. Aliații occidentali au exercitat presiuni pe guvernul din exil pentru o cooperare mai strânsă cu comuniștii lui Tito și să rupă legăturile cu cetnicii lui Draža Mihajlović care și-au pierdut credibilitatea în față Aliaților. În august 1944, Primul-Ministrul al guvernului din exil, Ivan Šubašić l-a desemnat pe Tito singurul lider al întregii rezistențe iugoslave.
Tito și Šubašić au ajuns la un pre-acord pe 1 noiembrie 1944. Conform acestuia, Consiliul Antifascist condus de Tito avea să devină organismul legislativ suprem (parlament) iar un guvern unitar urma să fie format din 12 membri ai NKOJ și șase din partea guvernului regal. Guvernul unitar urma să organizeze alegeri care să decidă viitoarea formă guvernamentală a țării în vreme ce regele rămânea în continuare exilat și reprezentat în Iugoslavia printr-un consiliu regal format din trei regenți. Regele Petru al II-lea nu a fost însă mulțumit de acești termeni dar la presiunea britanicilor a fost de acord. La 22 ianuarie 1945, regele a demis guvernul condus de Šubašić dar la presiunile constante ale guvernul britanic, regele iugoslav i-a reînmânat mandatul și și-a dat consimțământul de a-i transfera prerogativele consiliului regent. Guvernul lui Šubašić la plecat către Belgrad la 15 februarie 1945.

### Formarea noului guvern
La 6 martie, guvernul iugoslav regal și-a depus mandatul către regență iar membrii Comitetului Național de Eliberare la rândul lor către Consiliul Antifascist de Eliberare Națională. În ziua următoare, Consiliul Regal a numit un guvern iugoslav unitar format din 28 de miniștrii, dintre aceștia numai trei, Milan Grol, Juraj Šutej și Ivan Šubašić nu au fost afiliați cu partizanii; acesta din urmă a obținut funcția de Ministru de Externe iar Tito pe cea de premier. Noul guvern unitar format a primit recunoaștere diplomatică din partea Statelor Unite, Marii Britanii și Uniunii Sovietice și a altor guverne importante.

### Tranziția către republică
La scurt timp, cei trei membri non-comuniști au părăsit guvernul; Grol în data de 18 august iar Šutej și Šubašić la începutul lunii octombrie în același an în semn
de protest față de rolul dominant pe care comuniștii și‑l asumaseră în administrarea tuturor aspectelor economiei. În pofida neînțelegerilor dintre comuniști și foștii membrii ai guvernului iugoslav din exil, Tito nu a luat o decizie asupra tipului de stat. Mai mult, când guvernul provizoriu a semnat Carta Organizației Națiunilor Unite a fost folosit doar termenul „Iugoslavia” fără să fie menționată dacă este monarhie sau republică.
La 11 noiembrie, s-au desfășurat primele alegeri postbelice iugoslave. Tito și comuniștii, care și-au făcut campanie într-o coaliție numită Frontul Unitar de Eliberare Națională, au câștigat alegerile cu o majoritate covârșitoare. Opoziția pe de altă parte a refuzat să participe la alegeri și le-au boicotat. În mai puțin de trei săptămâni, pe 29 noiembrie 1945, noul parlament a votat pentru abolirea monarhiei, punând capăt regenței regelui Petru al II-lea, Tito a fost investit în funcția de Prim Ministru și în același timp a fost proclamată Republica Populară Federativă Iugoslavia.

## Componența guvernului
| Ministru                                                                                    | Portofoliu                                      | Mandat                      | Partid politic                        | Informații                                                                    |
| ------------------------------------------------------------------------------------------- | ----------------------------------------------- | --------------------------- | ------------------------------------- | ----------------------------------------------------------------------------- |
| Iosip Broz Tito                                                                             | Prim-ministru Ministru al Apărării              | 7 martie 1945 –             | Frontul Unitar de Eliberare Națională | fost șef al NKOJ.                                                             |
| Milan Grol                                                                                  | Vice Prim-ministru                              | 7 martie – 24 august 1945   | Partidul Democrat                     | fost membru al guvernului din exil. A demisionat la 18 august 1945            |
| Edvard Kardelj                                                                              | Vice Prim-ministru                              | 7 martie 1945 –             | Frontul Unitar de Eliberare Națională | fost membru al NKOJ.                                                          |
| Ivan Šubašić                                                                                | Ministru al Afacerilor Externe                  | 7 martie – 8 octombrie 1945 | Partidul Țărănesc Croat               | fost șef al guvernului din exil. A demisionat la început de octombrie 1945    |
| Josip Smodlaka                                                                              | Ministru fără un portofoliu desemnat            | 7 martie 1945 –             | Frontul Unitar de Eliberare Națională | fost membru al NKOJ.                                                          |
| Juraj Šutej                                                                                 | Ministru fără un portofoliu desemnat            | 7 martie 1945 –             | Partidul Țărănesc Croat               | fost membru al guvernului din exil. A demisionat la început de octombrie 1945 |
| Sreten Žujović                                                                              | Ministru al Finanțelor                          | 7 martie 1945 –             | Frontul Unitar de Eliberare Națională | fost membru al NKOJ.                                                          |
| Drago Marušič                                                                               | Ministru al Poștei, Telegrafului și Telefonului | 7 martie 1945 –             | Partidul Popular Sloven               | fost membru al guvernului din exil.                                           |
| Frane Frol                                                                                  | Ministru al Justiției                           | 7 martie 1945 –             | Frontul Unitar de Eliberare Națională | fost membru al NKOJ.                                                          |
| Vlada Zečević                                                                               | Ministru al Afacerilor Interne                  | 7 martie 1945 –             | Frontul Unitar de Eliberare Națională | fost membru al NKOJ.                                                          |
| Todor Vujasinović                                                                           | Ministru al Transportului                       | 7 martie 1945 –             | Frontul Unitar de Eliberare Națională | fost membru al NKOJ.                                                          |
| Andrija Hebrang                                                                             | Ministru al Industriei                          | 7 martie 1945 –             | Frontul Unitar de Eliberare Națională | fost membru al NKOJ.                                                          |
| Nikola Petrović                                                                             | Ministru al Comerțului și Achiziției            | 7 martie 1945 –             | Frontul Unitar de Eliberare Națională | fost membru al NKOJ.                                                          |
| Vladislav S. Ribnikar                                                                       | Ministru al Educației                           | 7 martie 1945 –             | Frontul Unitar de Eliberare Națională | fost membru al NKOJ.                                                          |
| Sava Kosanović                                                                              | Ministru al Informației                         | 7 martie 1945 –             |                                       | fost membru al guvernului din exil.                                           |
| Zlatan Sremec                                                                               | Ministru al Sănătății Publice                   | 7 martie 1945 –             |                                       | fost membru al NKOJ.                                                          |
| Bane Andrejev                                                                               | Ministru al Mineritului                         | 7 martie 1945 –             | Frontul Unitar de Eliberare Națională |                                                                               |
| Vaso Čubrilović                                                                             | Ministru al Agriculturi                         | 7 martie 1945 –             | Frontul Unitar de Eliberare Națională |                                                                               |
| Sulejman Filipović                                                                          | Ministru al Forestierelor                       | 7 martie 1945 –             | Frontul Unitar de Eliberare Națională | fost membru al NKOJ.                                                          |
| Anton Kržišnik                                                                              | Ministru al Afacerilor Sociale                  | 7 martie 1945 –             | Frontul Unitar de Eliberare Națională | fost membru al NKOJ.                                                          |
| Sreten Vukosavljević                                                                        | Ministru al Colonizării                         | 7 martie 1945 –             | Frontul Unitar de Eliberare Națională |                                                                               |
| Rade Pribićević                                                                             | Ministru al Construcțiilor                      | 7 martie – 24 aprilie 1945  | Frontul Unitar de Eliberare Națională | fost membru al NKOJ.                                                          |
| Stevan Zečević                                                                              | Ministru al Construcțiilor                      | 24 aprilie 1945 –           | Frontul Unitar de Eliberare Națională |                                                                               |
| Jaša Prodanović                                                                             | Ministru pentru Serbia                          | 7 martie – 9 aprilie 1945   | Frontul Unitar de Eliberare Națională |                                                                               |
| Pavle Gregorić                                                                              | Ministru pentru Croația                         | 7 martie – 14 aprilie 1945  | Frontul Unitar de Eliberare Națională |                                                                               |
| Rodoljub Čolaković                                                                          | Ministru pentru Bosnia și Herțegovina           | 7 martie 1945 –             | Frontul Unitar de Eliberare Națională |                                                                               |
| Milovan Đilas                                                                               | Ministru pentru Muntenegru                      | 7 martie 1945 –             | Frontul Unitar de Eliberare Națională |                                                                               |
| Emanuel Čučkov                                                                              | Ministru pentru Macedonia                       | 7 martie 1945 –             | Frontul Unitar de Eliberare Națională | fost membru al NKOJ.                                                          |
| Edvard Kocbek                                                                               | Ministru pentru Slovenia                        | 7 martie 1945 –             | Frontul Unitar de Eliberare Națională | fost membru al NKOJ.                                                          |
| Sursa: Petranović, Branko (1981). Istorija Jugoslavije 1918-1978 (în sârbă). Nolit. p. 353. |                                                 |                             |                                       |                                                                               |